# Liste der Baudenkmale in Wesendorf
In der Liste der Baudenkmale in Wesendorf sind alle Baudenkmale der niedersächsischen Gemeinde Wesendorf aufgelistet. Die Quelle der Baudenkmale ist der Denkmalatlas Niedersachsen. Der Stand der Liste ist der 7. Januar 2023.

## Allgemein
In den Spalten befinden sich folgende Informationen:
- Lage: die Adresse des Baudenkmales und die geographischen Koordinaten. Kartenansicht, um Koordinaten zu setzen. In der Kartenansicht sind Baudenkmale ohne Koordinaten mit einem roten Marker dargestellt und können in der Karte gesetzt werden. Baudenkmale ohne Bild sind mit einem blauen Marker gekennzeichnet, Baudenkmale mit Bild mit einem grünen Marker.
- Bezeichnung: Bezeichnung des Baudenkmales
- Beschreibung: die Beschreibung des Baudenkmales. Unter § 3 Abs. 2 NDSchG werden Einzeldenkmale und unter § 3 Abs. 3 NDSchG Gruppen baulicher Anlagen und deren Bestandteile ausgewiesen.
- ID: die Objekt-ID des Baudenkmales
- Bild: ein Bild des Baudenkmales, ggf. zusätzlich mit einem Link zu weiteren Fotos des Baudenkmals im Medienarchiv Wikimedia Commons. Wenn man auf das Kamerasymbol klickt, können Fotos zu Baudenkmalen aus dieser Liste hochgeladen werden:

## Westerholz
| Lage                                       | Bezeichnung | Beschreibung | ID       | Bild |
| ------------------------------------------ | ----------- | --- | -------- | ---- |
| Dorfplatz 3 52° 35′ 53″ N, 10° 33′ 37″ O   | Scheune     | Eingeschossiger Fachwerkbau mit seitlicher Längsdiele unter steilen Walmdach mit Uhlenloch, welches zum Osten hin zu Dreiviertelwalm ausgebildet. Lehmstakung tw. erhalten. Vertikale Holzverschalung. | 33943462 | BW   |
| Dorfplatz 5a 52° 35′ 53″ N, 10° 33′ 44″ O  | Scheune     | Eingeschossiger traufständiger Fachwerkbau mit zwei Querdurchfahrten auf Bruchsteinsockel unter Walmdach mit Fußwalm. Zu Wohnzwecken ausgebaut.                                                        | 33943486 | BW   |
| Hauptstraße 4 52° 35′ 54″ N, 10° 33′ 46″ O | Speicher    | Zweigeschossiger Fachwerkbau mit vorkragendem OG auf tw. verputztem Sockel unter Satteldach. Giebelseite mit vertikaler Holzverschalung.                                                               | 33943510 | BW   |